# Durio kutejensis
Durio kutejensis (Hassk.) Becc., 1889è un albero della famiglia delle Malvacee, endemico del Borneo.

## Descrizione
L'albero di Durio kutejensis può crescere fino ai 30 metri.  Il frutto presenta delle spine sulla sua buccia, e la polpa è gialla e cremosa, simile a quella di Durio zibethinus.

## Biologia
I fiori vengono impollinati sia dai pipistrelli che da Apis dorsata.

## Conservazione
La Lista rossa IUCN classifica Durio kutejensis come specie vulnerabile.